# Cerekvice nad Bystřicí
Cerekvice nad Bystřicí – gmina w Czechach, w powiecie Jiczyn, w kraju hradeckim. Według danych z dnia 1 stycznia 2014 liczyła 807 mieszkańców.